# Padilla manjelatra
Padilla manjelatra är en spindelart som beskrevs av Daniela Andriamalala 2007. Padilla manjelatra ingår i släktet Padilla och familjen hoppspindlar. Inga underarter finns listade i Catalogue of Life.